# Collingswood
Collingswood es un borough ubicado en el condado de Camden en el estado estadounidense de Nueva Jersey. En el año 2010 tenía una población de 13.926 habitantes y una densidad poblacional de 2.785,2 personas por km².

## Geografía
Collingswood se encuentra ubicado en las coordenadas 39°54′58″N 75°4′29″O / 39.91611, -75.07472.

## Demografía
Según la Oficina del Censo en 2000 los ingresos medios por hogar en la localidad eran de $43,175 y los ingresos medios por familia eran $57,987. Los hombres tenían unos ingresos medios de $40,423 frente a los $30,877 para las mujeres. La renta per cápita para la localidad era de $24,358. Alrededor del 6.1% de la población estaba por debajo del umbral de pobreza.